# Rheotanytarsus tamaquartus
Rheotanytarsus tamaquartus är en tvåvingeart som beskrevs av Sasa 1980. Rheotanytarsus tamaquartus ingår i släktet Rheotanytarsus och familjen fjädermyggor. Inga underarter finns listade i Catalogue of Life.